# Mechanisch kontrollierte Bruchkontakte
Der mechanisch kontrollierte Bruchkontakt (englisch mechanically controllable break junction, MCBJ) ist ein robustes, äußerst stabiles Verfahren, das speziell zur Untersuchung chemischer, elektrischer und thermischer Eigenschaften von Nanokontakten sowie Einzelmolekülen entwickelt wurde und eine breite Anwendung findet. 

## Messprinzip auf Makroskala
Der Messvorgang hat eine prinzipielle Ähnlichkeit mit einer Klappbrücke. Bei der Vielfalt möglicher Designs haben alle MCBJ-Techniken zwei gemeinsame Merkmale: Eine biegsame Probe mit einer trennbaren, nanoskopischen leitenden Brücke in der Mitte sowie einen Mechanismus zum kontinuierlichen, langsamen wiederholbaren Biegen und Entspannen der Probe.
Bei der Versuchsdurchführung wird die Probe in einer Dreipunkt-Biegevorrichtung fixiert und mittels eines mechanischen Antriebs bzw. Piezo-Mechanismus kontrolliert von unten gebogen oder wieder entspannt, so dass sich die Kontakte in der Mitte trennen bzw. schließen. Dabei wird an den Bruchkontakt eine variable Spannung angelegt und der Strom durch die Probe vermessen.
Eine wichtige Rolle bei der Biegevorrichtung spielt der Übersetzungsfaktor (Reduktionsverhältnis) zwischen vertikaler Verschiebung der Schubschraube und horizontaler Abstandveränderung der Elektroden, welchen man mit relativ hoher Genauigkeit aus den Probeparametern (Probenlänge, -dicke sowie Brückenlänge) ermitteln kann. Alternativ kann der Übersetzungsfaktor auch unter Ausnutzung der exponentiellen Abhängigkeit zwischen Strom und Spitzenabstand aus dem Tunnelstrom ausgerechnet werden. Bei kleinsten Brückenlängen sind somit Übersetzungsfaktor-Werte bis zu 10−7 theoretisch erreichbar. Die Benutzung von Piezo-Motoren erlaubt zudem die präzise Einstellung von vertikaler Position und Geschwindigkeit, was zu sehr genauer Einstellung des Elektrodenabstandes im Angström-Bereich führen kann.

## Messprinzip auf Nanoskala
Die MCBJ-Probe wird in eine Molekül-Lösung getaucht, anschließend gespült und getrocknet, so dass nur die an die Goldatome gebundenen Moleküle auf der Elektrodenoberfläche bleiben. Bei Anlegen einer konstanten Spannung wird die Probe langsam gleichmäßig gebogen und der Strom durch die goldenen Elektroden gemessen. Zuerst sieht man einen kontinuierlichen Abfall der Stromstärke gemäß dem Ohmschen Gesetz, da sich der Probendurchmesser bei der Biegung allmählich verkleinert. Bilden weniger als Hundert Metallatome die kleinste Einschnürung, spielen Quanteneffekte eine immer größere Rolle und man beobachtet einen stufenartigen Abfall der Leitfähigkeit. Letztlich wird das Leitfähigkeitsquant G0
beobachtbar, da nur ein einziges Atom zwei Elektroden verbindet. 
Gold ist sehr plastisch und duktil, was im Falle langsamer Dehnung häufig zur Ausbildung von atomaren Drähten führt und bei Strommessungen als Plateau in Erscheinung tritt. Die Präsenz von Molekülen spielt keine Rolle auf diesem Messabschnitt aufgrund der geringen molekularen Leitfähigkeit.
Sind die atomaren Kontakte gelöst, beobachtet man einen Tunnelstrom als exponentiellen Abfall der Stromstärke, bis eine stabile Konfiguration erreicht wird, bei welcher nur wenige Moleküle die Elektroden verbrücken. In diesem Fall ist der Stromfluss durch die Moleküle stärker als das Vakuum-Tunneln. Weitere Dehnung führt zur Trennung der Molekül-Kontakte, so dass am Ende nur ein einziges Molekül die Elektroden verbindet. Dabei fällt der Strom stufenartig ab. Da die Schwefel-Gold-Bindung stärker als die Gold-Gold-Bindung ist, kommt es auch in diesem Fall zur Ausbildung von atomaren Golddrähten, die sich bei Leitfähigkeitsmessungen in Plateaus widerspiegeln. 
Durch die Fortsetzung der Probenbiegung trennen sich die Elektroden endgültig und die Probe muss entspannt werden, um die Messung zu wiederholen.

## Variationen
Es gibt zahlreiche Variationen der MCBJ-Technik. Die wichtigste Rolle spielt dabei, erstens die Wahl des Probentyps (vor allem Nanostrukturen und Makrodrähte), zweitens Elektrodenmaterialien (meistens Gold) und drittens Biegemechanismus (mechanisches oder
Piezo-Antrieb).

### Probentyp
Zwei Typen von Proben sind besonders verbreitet: Makrodrähte und Nanostrukturen (Nanodrähte). Makrodrähte werden aus einem dünnen Metalldraht hergestellt, in dessen Mitte eine Verjüngung definiert wird. Dieses einfache und kostengünstige Konzept wird zurzeit eher zu Demonstrationszwecken verwendet, da mittels Nanostrukturierungsverfahren gefertigte Proben deutlich bessere Eigenschaften aufweisen.
Aufwand, Kosten und Zeitverbrauch bei der Produktion von Nanodrähten sind zwar erheblich größer, aber solche Proben haben viel höhere Stabilität, viel kleineren Übersetzungsfaktor, niedrigere Kontaminationsgefahr und sind auch einfacher zu untersuchen (vor allem mit REM). Man beobachtet bedeutende Unterschiede bei Strukturgrößen und Herstellungsmethoden, aber i. d. R. werden Nanostrukturen unter Anwendung von Elektronenstrahllithographie definiert, mit Metall beschichtet und anschließend mittels chemischer oder physikalischer Ätzverfahren bearbeitet (dieser Schritt führt zur Entstehung von Metallbrücke in der Probenmitte). Die Brückenbreite kann dabei 20 nm unterschreiten.

### Elektrodenmaterialien
Es bestehen zwei Anforderungen für die Elektroden:
1. Die Kontakte müssen bei der Trennung von zwei nanoskopisch scharfen Spitzen entstehen, um die Messung von quantisierter atomarer und molekularer Leitfähigkeit zu ermöglichen.
2. Kontakte müssen für statistische Auswertung wiederholt geöffnet und geschlossen werden.

Die Wahl von Elektrodenmaterialien beeinflusst die Leitfähigkeit des Metall-Molekül-Metall-Systems (MMM-Systems) und ist unter anderem aus diesem Grund sehr wichtig. Meistens benutzt man Gold aufgrund der großen Duktilität, einer hohen Stabilität gegenüber Oxidierung und einer starken Bindung zu organischen Ankergruppen. Einige Experimente zeigen aber, dass z. B. Silber stabilere MMM-Kontakte mit höheren Leitfähigkeitswerten liefern kann. Platin und ähnliche Edelmetalle wie Rhodium oder Palladium eignen sich aufgrund ihrer relativ hohen katalytischen Aktivität nicht so gut als Elektrodenmaterialien. Andere unedle Metalle können stark oxidieren. Die Bildung einer Oxidschicht auf der Oberfläche behindert die elektrische Untersuchung. Ein interessanter Ansatz an gesichts der rasanten Entwicklung kohlenstoffbasierter Elektronik besteht in der Durchführung von MCBJ-Experimenten mit Kohlenstoffnanoröhren.

### Biegemechanismus
Ein Piezo-Antrieb hat mehrere Vorteile gegenüber mechanischen Motoren in Bezug auf ihre Stabilität, Zuverlässigkeit und damit verbundene Genauigkeit. Außerdem wird die Anwendung von mechanischen Antrieben durch große Hysterese und Wärmeproduktion beeinträchtigt. Deswegen werden bevorzugt Piezo-Antriebe eingesetzt.

## Pro und Contra
Zusammengefasst ergeben sich folgende Vorteile für MCBJ:
- Das System ist relativ stabil und die Messergebnisse sind reproduzierbar.
- Viele Einzelmessungen können während eines Versuchs mit einer Probe durchgeführt werden, was die statistische Auswertung vereinfacht.
- Abstände zwischen den Elektroden sind genau einstellbar. Die Abstandsänderung innerhalb eines Tages liegt in der Regel im Angströmbereich sogar bei Raumtemperatur.
- Kontaktelektroden sind wenig empfindlich gegenüber externen Vibrationen. Darüber hinaus bestehen die Kontakte aus dem gleichen Material und haben etwa die gleiche Form, was das Ausbilden von symmetrischen Bindungen ermöglicht.
- Saubere Kontaktoberfläche (Vakuumumgebung nicht erforderlich). Kontakte können durch Anlegen einer großen Spannung wieder gesäubert werden.
- Im Gegensatz zu STM sind MCBJ kompatibel zu möglichen Nanoelektronik-Bauteilen.
- Relativ niedrige Kosten für Versuchsaufbau, Probenherstellung, Messdurchführung und Wartung.

MCBJ hat auch einige Nachteile:
- Wenig Kontrolle über die exakte Molekülbindung an die Elektroden sowie Elektrodenkonfiguration und Molekülanordnung auf atomarer Skala.
- Untersuchung von langen und (oder) schlechtleitenden Molekülen ist erschwert, es wurden bisher keine Messergebnisse mit Molekülen länger als 5 nm berichtet.
- Untersuchung von Molekülen in Lösungen ist problematisch.
- Große Abhängigkeit der Leitfähigkeit von der Bindungsstelle führt zu schlechter Vergleichbarkeit von Versuchsergebnissen und Diskrepanzen zwischen Theorie und Experiment.
- Für die Analyse ist eine große Anzahl von Messergebnissen erforderlich, die mittels langwieriger statistischer Auswertung bearbeitet werden.
- Beide Elektroden bestehen in der Regel aus dem gleichen Material, die Auswahl an Elektrodenmaterialien ist beschränkt.
- Eine aufwändige Herstellung von lithographischen Strukturen ist in der Regel erforderlich.
- Die Abstandskalibration für Elektroden ist kompliziert und fehlerbehaftet.
- Die Messmethode ist sehr langsam im Vergleich zu STM.